# ナサニエル・パーカー・ウィリス
ナサニエル・パーカー・ウィリス（英: Nathaniel Parker Willis、通称はN・P・ウィリス、1806年1月20日 - 1867年1月20日）は、アメリカ合衆国メイン州出身の著作家、詩人、編集者であり、エドガー・アラン・ポーやヘンリー・ワズワース・ロングフェローなど著名なアメリカ文学者と共に活動した。雑誌の寄稿者として当時は原稿料の高い作家となった。元奴隷で、後に作家になったハリエット・アン・ジェイコブスの雇用主となったことがあった。弟には作曲家のリチャード・ストーズ・ウィリスがおり、また妹のサラはファニー・ファーンという筆名の作家だった。
ウィリスはメイン州ポートランドで、出版社の家庭に生まれた。祖父のナサニエル・ウィリス（1755年-1831年）はマサチューセッツ州とバージニア州で新聞を所有しており、父で同名のナサニエル・ウィリス（1780年-1870年）は、子供を対象にしたことでは初の新聞である「ユースズ・コンパニオン」の創刊者だった。ウィリスはイェール・カレッジ在学中に文学に目覚め、詩集の出版を始めた。大学卒業後、「ニューヨーク・ミラー」紙の海外特派員を務めた。その後はニューヨーク市に移転して、その文学における実績を築き始めた。多くの出版社とともに働きながら、原稿1本に100ドル、年間では5,000ドルから1万ドルを稼いだ。1846年、自ら雑誌「ホーム・ジャーナル」の発行を始めた。この雑誌はその後に「タウン・アンド・カントリー」と改名された。発刊から間もなくハドソン川沿いの家に移転し、1867年の死の時まで半ば引退者のような生活を送った。
ウィリスはその著作物に個性を埋めており、読者には特に紀行文で具体的に働きかけたので、その評判の一部はその性格故に築かれていた。妹のサラはその著作『ルース・ホール』の中でウィリスのことを女々しいと表現することがあり、ヨーロッパかぶれであると言う批評家もいた。ウィリスは詩集、寓話集、戯曲も出版した。一時的に人気が高かったにも拘わらず、その死のときはほとんど忘れられた存在になっていた。

## 生涯と経歴

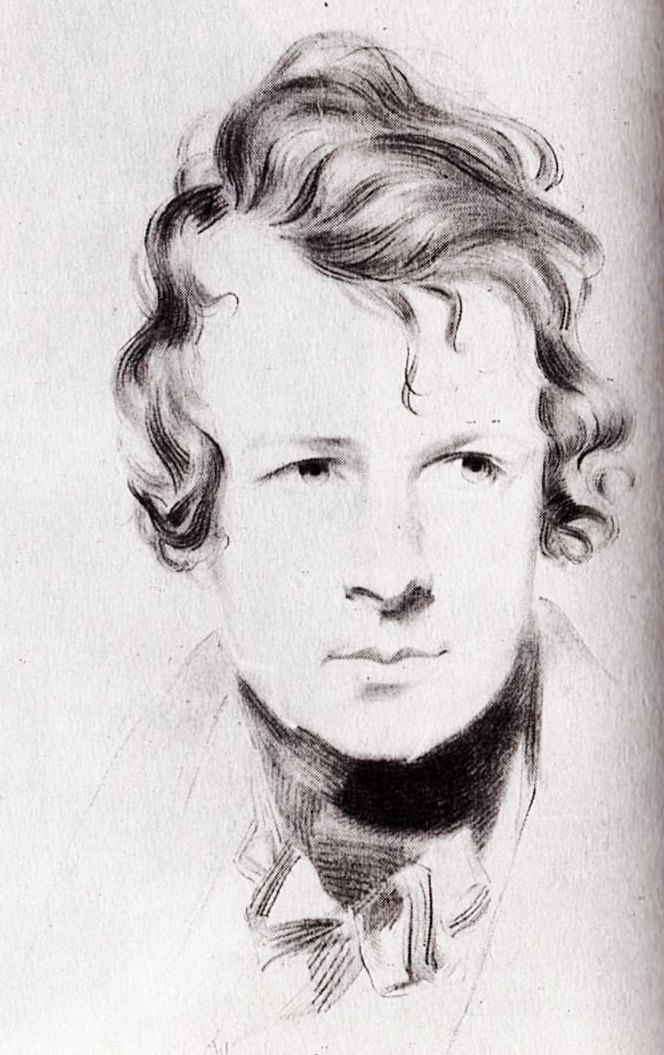
青年時代のN・P・ウィリス

### 初期の経歴と家族
ナサニエル・パーカー・ウィリスは1806年1月20日に、メイン州ポートランドで生まれた。父のナサニエル・ウィリスはポートランドの新聞の所有者であり、祖父はマサチューセッツ州ボストン市とバージニア州西部の新聞を所有していた。母のハンナ（旧姓パーカー）はマサチューセッツ州ホリストンの出身であり、夫の提案でメイン州の「イースタン・アーガス」を編集することとなり、そのためにポートランドに移転した。ウィリスの妹のサラ・ウィリス・パートンは、後にファニー・ファーンという筆名で作家となった。弟のリチャード・ストーズ・ウィリスは音楽家かつ音楽ジャーリストとなり、クリスマス・キャロルの『It Came Upon the Midnight Clear』の作曲で知られた。その他の兄弟として、ルーシー・ダグラス（1804年生）、ルイーザ・ハリス（1807年生）、ジュリア・ディーン（1809年生）、メアリー・ペリー（1813年生）、エドワード・ペイソン（1816年生）、エレン・ホームズ（1821年生）がいた。
1816年、ウィリス一家はボストンに移転し、父が「ボストン・リコーダー」を創刊し、その9年後には、世界初の子供向け新聞「ユースズ・コンパニオン」を創刊した。父は宗教的主題を強調していたので、「助祭」ウィリスというニックネームを貰った。ウィリスはボストンのグラマースクールと、アンドーバーのフィリップス・アカデミーで学んだ後、1823年10月にイェール・カレッジに入学し、後の神学者ホレス・ブッシュネルと同室になった。ブッシュネルは剃刀の刃を研ぐ適切な方法として「踵から両方向に引いて...互いに直角に交差する摩擦を与える」ことを教えた者と、ウィリスが特定している。イェール大学では、文学に対する興味が膨らみ、他の教科を無視することが多かった。イェールを1827年に卒業し、その後に国内やカナダの各所を旅して過ごした。モントリオールでは、画家のチェスター・ハーディングと出逢い、終生変わらぬ友となった。その後の時代に、ハーディングはこの時代のウィリスのことを、「町の『ライオン』」と表現していた。ウィリスは父の「ボストン・ピアリオディカル」紙に詩を寄稿するようになり、宗教的主題では「ロイ」、他の非宗教的な主題では「カシアス」という筆名を使って、2つの文学的性格を使い分けた。同年、詩集『スケッチ』を出版した。

### 文学の経歴
1820年代後半、ウィリスは雑誌や定期刊行物へ寄稿することが多くなった。1829年、文芸誌「ザ・トークン」の編集者となり、その創刊者のサミュエル・グリスウォルド・グッドリッチを除けば、この雑誌が発行された15年間、唯一編集者であった者となった。同年、ウィリスは「アメリカン・マンスリー・マガジン」を創刊し、1829年4月に発刊され、1831年8月に廃刊となった。その雑誌が失敗した要因として「ボストン文化の財布のひもが固いこと」を非難しており、ヨーロッパに移動して「ニューヨーク・ミラー」誌の国外編集者かつ特派員となった。1832年、イタリアのフィレンツェに居たときに、彫刻家のホレイショ・グリーノーと出逢った。グリーノーは後にウィリスの胸像を制作した。1832年から1836年、ウィリスは「ニューヨーク・ミラー」誌に一連の記事を寄稿した。そのほぼ半分が後に『Pencillings by the Way』として集められ、1835年にロンドンで出版された。ヨーロッパでの生活のシーンやモードについてロマンティックな記述を行い、当時としては一部7ドルと高価な設定だったにも拘わらず良く売れた。この作品は人気を博し、ウィリスの文学的評価を上げて、アメリカ版も間もなく発行された。

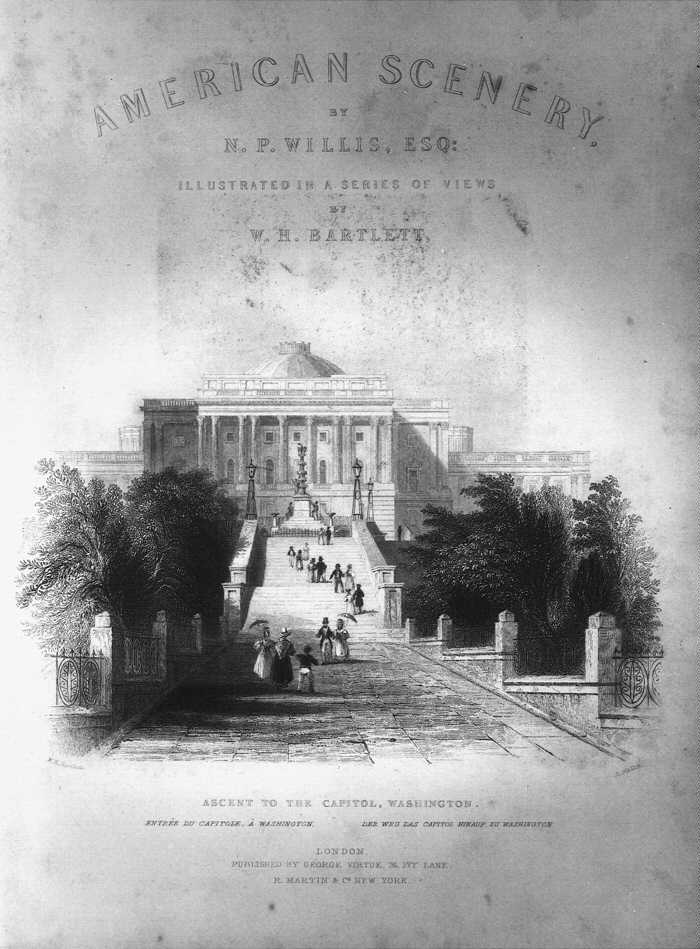
「アメリカの景色」、N・P・ウィリス著、ウィリアム・ヘンリー・バートレット画、1840年出版

ウィリスはこのような人気を得たにも拘わらず、批評家によっては私的な会話を伝えるときの無分別さを批判されていた。ある時には当時「メトロポリタン・マガジン」の編集者だったフレデリック・マリアットと無血の決闘を行った。ウィリスがマリアットの私信を同じく編集者のジョージ・ポープ・モリスに送り付け、モリスがそれを掲載したことが原因だった。1835年、ウィリスはまだ人気があったので、ヘンリー・ワズワース・ロングフェローをイングランドで詩人バイロン卿の娘、エイダ・ラブレスなど文学的に重要な人物に紹介することができた。
ウィリスは海外に居る間に友人に宛てて、「私はイングランドで結婚した方が良い」と書き送っていた。それから間もない1835年10月1日、1か月間の婚約期間の後に、ウーリッジのウィリアム・ステイス将軍の娘、メアリー・ステイスと結婚した。二人はパリで2週間の新婚旅行を行った。夫妻はロンドンに移動し、1836年、当時「モーニング・クロニクル」のために働いていたチャールズ・ディケンズと出逢った。
1837年、ウィリス夫妻はアメリカ合衆国に帰国し、ニューヨーク州のオウィーゴ・クリークがサスケハナ川に合流する地点のすぐ上流にある小さな荘園に入った。ウィリスはそこの家をグレンマリーと名付け、広さ200エーカー (0.81 km2) ある田園部の景色が『橋の下からの手紙』を書かせることになった。1838年10月20日、ウィリスは『ロンドンからの新しい一連の手紙』と題する記事の掲載を始めた。そのうちの1つが作家レティシア・エリザベス・ランドンと編集者ウィリアム・ジョーダンとの不倫を暗示していた。この記事がスキャンダルを呼び、ウィリスの出版社が謝罪しなければならなかった。
1839年6月20日、ウィリスの戯曲『高利貸しのトーテサ』がフィラデルフィア市のウォルナット通り劇場で封切られた。エドガー・アラン・ポーはこの劇を「アメリカの作家のペンで書かれたこれまでの最良の劇」と評した。同年、ウィリスは短命に終わった定期刊行物「ザ・コルセア」の編集者も務め、ウィリアム・メイクピース・サッカレーを発掘してフランスの短いスケッチを書かせた。1839年から1840年にロンドンを短期間訪問している間に、新たな大作『夫のために死ぬ2つの方法』を出版した。アメリカ合衆国に戻ってから間もない1840年12月4日、最初の子供が死産となり、その生活が悲しみに包まれた。その後の1842年6月20日、2人目の娘、イモジェンが生まれた。
その年後半、ウィリスはニューヨークでチャールズ・ディケンズの栄誉を称える舞踏会に出席した。ディケンズの妻とダンスをした後で、ウィリイスとディケンズは「ラム・トディと炙った牡蠣」のために出て行った。この時点までにウィリスの名声は十分高くなっており、講義を行ったり詩を朗読するために招かれることも多かった。その中には、1841年8月17日、イェール大学でリノニア協会のために行ったプレゼンテーションもあった。ニューヨークで発行部数2万部を誇った刊行物「ブラザー・ジョナサン」では、毎週コラムの執筆を依頼され、これを1841年9月まで続けた。1842年までに、ウィリスは年間4,800ドルという異常に高い原稿料を稼いでいた。後のジャーナリストが言っているように、「相当に報酬のあった最初の雑誌寄稿者」ということになった。
1842年、ウィリスはハリエット・アン・ジェイコブスを雇用した。ジェイコブスはノースカロライナ州から逃げてきた奴隷であり、家政婦兼乳母として雇った。ジェイコブスの元所有者がそのプランテーションに戻すよう求めてきたとき、ウィリスの妻がその自由の身分を300ドルで贖った。それから20年近く後に、ジェイコブスはウィリスの家庭の中で働きながら書き溜めていた材料をもとに、フィクション化した自叙伝『奴隷少女の人生における出来事』を書くことになった。その中で彼女は「ナサニエル・パーカー・ウィリスは奴隷制度擁護派だと確信して」いた。この本の中で、ウィリスは「ブルース氏」と呼ばれ、魅力の無い南部の同調者と描かれている。ウィリスが書いた物語の1つ、『奴隷の夜の葬儀』では、南部を訪れた奴隷制度廃止運動家が登場し、その反奴隷制度の見解を後悔する。奴隷制度廃止運動家のフレデリック・ダグラスは後にこの作品を使って、奴隷制度擁護派だった北部人を批判している。

### イブニング・ミラー

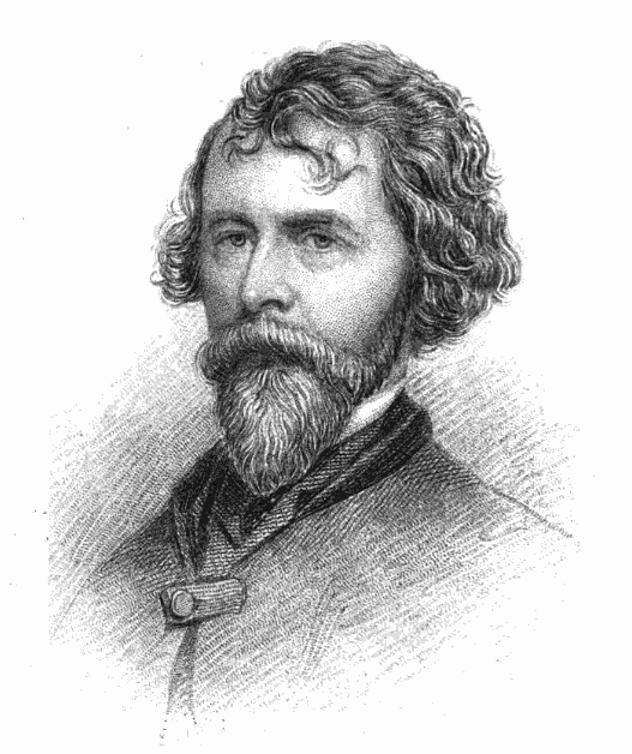
ウィリスはアメリカでも最も原稿料の高い雑誌寄稿者となった

ウィリスはニューヨーク市に戻り、1844年、ジョージ・ポープ・モリスと共に週刊の「ニューヨーク・ミラー」を、日刊の「イブニング・ミラー」に再編した。また「ウィークリー・ミラー」という週刊紙も出した。これは郵便料の高騰が一部影響していた。この時までに、ウィリスは人気ある作家となっており（冗談にヨハン・ヴォルフガング・フォン・ゲーテはドイツのN・P・ウィリスだとも言われた）、アメリカでも最初期に商業的な成功を収めた雑誌寄稿者だった。同年秋、ルーファス・ウィルモット・グリスウォルドが創刊した年刊の文芸誌「オパール」の初代編集者ともなった。この時期、アメリカでも最も原稿料の高い雑誌寄稿者となり、原稿1本で約100ドル、年間5,000ドルを稼いでおり、その数字は間もなく2倍になった。人気ある詩人のロングフェローですら、ウィリスの得ている原稿料を妬んだことを認めていた。
ウィリスは批評家として、作家の作品を審査するときに作家の個性を議論することを含めるとは考えなかった。出版物は政治的な話題を議論すべきだが、作家は党派の意見を表明したり、党派に付いたりすべきではないという考えでもあった。「ミラー」は、他の多くの出版物が廃刊される中で評判を上げた。その成功は、ウィリスとモリスの賢明な管理によっており、アメリカの大衆が文学的な努力を支持することができると示した。ウィリスはアメリカ文学の専門家となり、1845年、ウィリスとモリスは作品集『アメリカの散文と韻文』を発行した。
ウィリスが「イブニング・ミラー」の編集者である間の1845年1月29日の版は、ポーの詩『大鴉』にその名前を付けて最初の掲載を行った。ウィリスはその紹介文で、「英語の詩では、微妙な概念、作詩法の見事な創造力で比類なく、一貫し維持できる想像的高揚感がある...それを読む誰もの記憶に残ることになる」と言っていた。ウィリスとポーは親友であり、ポー夫人のバージニアが病気になったときはポーを財政的に支え、また名誉毀損でトマス・ダン・イングリッシュを訴えたときも援助した。ウィリスはポーに批評するときは破壊的にならないよう、また詩作に集中するように説得しようとした。そうは言っても、ウィリスは後に「ロングフェロー戦争」と呼ばれることになる多くの記事を掲載した。これはポーと、ヘンリー・ワズワース・ロングフェローの支持者との間の文学的戦いであり、ポーはロングフェローのことを過大に評価されており、盗作をおこなっていると批判していた。ウィリスはポーをファニー・オズグッドに紹介もしており、ポーとオズグッドは後に公になった文学的浮気をすることになった。
ウィリスの妻メアリー・ステイスは1845年3月25日、出産時に死んだ。その娘ブランシェも死に、ウィリスはそのノートに彼女が「欠陥も欠点もない天使」だったと記した。ウィリスは残った娘のイモジェンをイングランドに連れて行って妻の家族に預け、一人でアメリカ合衆国に戻った。1846年10月、ウィリスはニューベドフォード出身の裕福なクエーカー教徒であり、地元下院議員の養女だったコーネリア・グリネルと結婚した。彼女はウィリスより20歳年下であり、新しい夫とは異なり、奴隷制度を忌み嫌う者だった。その結婚後、ウィリスの娘のイモジェンがニューヨークの新婚世帯に来て一緒に住むようになった。

### ホーム・ジャーナル
1846年、ウィリスとモリスは「イブニング・ミラー」を離れ、新しい週刊誌「ナショナル・プレス」の編集に取り組み、8か月後には「ホーム・ジャーナル」と改名した。1846年11月21日に掲載された出版の目論見書は、「家族のテーブルで回し読みされる」雑誌を創る意図が宣言されていた。ウィリスはこの雑誌を中流と下層階級に向けており、自分自身を例として上昇志向を伝え、自分の個人的所有物について詳しく伝えることも多かった。しかし、自分で社会的地位を上げたことを議論するとき、成功よりも憤懣を強調し、読者に阿った。ウィリスはその死の1867年まで「ホーム・ジャーナル」を編集していた。この雑誌は1901年に「タウン・アンド・カントリー」と改名され、2016年時点でも発行が続けられている。ウィリスがこの雑誌を編集していた時期に、特にフランシス・サージェント・オズグッド（ファニー・オズグッド）、アン・リンチ・ボッタ、サラ・ジェイン・リッピンコット（グレイス・グリーンウッド）、ジュリア・ウォード・ハウなど女性詩人の作品の普及に努めた。ウィリスとその編集者達は、ヘンリー・デイヴィッド・ソローの『ウォールデン　森の生活』や、ナサニエル・ホーソーンの『ブリスデール・ロマンス』など、今日重要と考えられる多くの作品に好意的な書評を載せた。

### アイドルワイルド

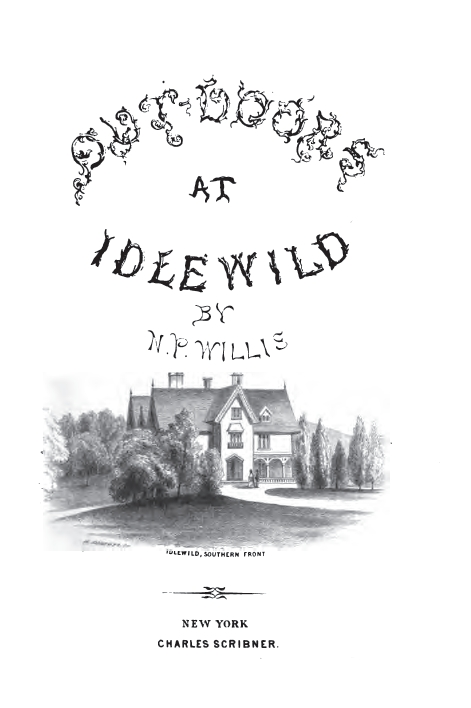
ウィリスは1846年に家を購入し、それをアイドルワイルドと名付けた。その家が1855年に出版した本のタイトルになった

1846年、ウィリスはニューヨーク州ハドソン川に近いカンタベリー・クリークの岸近くに移転し、その新しい家をアイドルワイルドと名付けた。ウィリスが初めてこの敷地を訪れたとき、その所有者が、ほとんど資産価値が無く、「何も生み出せなかったもうからない原野だ（アイドル・ワイルド）」と言った。ウィリスは14室の自分で「コテージ」と呼んだ家屋を建設した。そこはムードナ・クリークに接し、谷には200フィート (60 m) も落ち込む高台の縁にあった。ウィリスは建築家のカルバート・ヴォーと密に相談して、川や山地の劇的な景観を十分に取り込めるように、それぞれの切妻やベランダを丁寧に計画した。
ウィリスは健康を害したので、その後の人生はアイドルワイルドで隠遁者の生活を送った。妻のコーネリアも最初の子供を産んだ後の難しい病気のために、ここでその療養に務めていた。子供は1848年4月28日に生まれた息子のグリネルだった。この夫妻には他にも、リリアン（1850年4月27日生）、エディス（1853年9月28日生）、ベイリー（1857年5月31日生）の3人が生まれて居り、また1860年10月31日には出産後数分間しか生きていなかった娘がいた。ハリエット・ジェイコブスはその家族のために働くよう、ウィリスに再雇用された。
アイドルワイルドでの晩年、ウィリスは「ホーム・ジャーナル」へ毎週寄稿を続けた。1850年、その前年に不可解な死を遂げていたポーの作品集を準備していたルーファス・ウィルモット・グリスウォルドを助けた。グリスウォルドはポーの最初の伝記も書いており、それで意図的にポーの評判を落とそうとしていた。ウィリスはポーの最も強力な弁護者の一人であり、ある時には「告訴（それは他の名称にはあたらない）は真実ではない。非情な虚偽表示に満ちている。不自然な暗闇に影を深まらせ、それらを解放するはずの日の光を遮っている。」と記していた。
1850年、ウィリスは俳優のエドウィン・フォレストとその妻キャサリン・ノートン・シンクレアとの離婚訴訟に巻き込まれた。1849年1月、フォレストは仲間の俳優ジョージ・W・ジェイミーソンから妻に宛てたラブレターを発見した。その結果、フォレストとキャサリンは1849年4月に別居した。フィラデルフィア市に移転して1850年2月に離婚訴訟を起こしたが、ペンシルベニア州議会がその申請を拒否した。キャサリンはジャーナリストのパーク・ゴッドウィンの家族のところで生活するようになり、別居が公のものとなり、ニューヨーク州中の新聞が不貞と考えることなどゴシップを掲載した。
ウィリスは「ホーム・ジャーナル」の誌上で、無実を主張するキャサリンを弁護し、フォレストは単にキャサリンの知的優秀さを嫉妬しているだけだと主張した。1850年6月17日、フォレストがニューヨーク州最高裁判所に離婚訴訟を起こした直後に、フォレストはニューヨーク州市のワシントン・スクエアで、「この男が私の妻の誘惑者だ」と叫びながら、ガタパーチャの笞でウィリスを殴った。ウィリスはこのときリウマチ熱から快復期にあり、仕返しできなかった。ウィリスの妻は間もなく、ウィリスがキャサリン・フォレストと不義の関係になっていると告発する匿名の手紙を受け取った。ウィリスはその後、フォレストを暴行で訴え、1852年3月までに2,500ドルの慰謝料と法定費用を認められた。6週間続いたフォレストの離婚裁判では、キャサリン・フォレストとナサニエル・パーカー・ウィリスが情事を持っているという証言が幾つか出てきた。その中には、この二人が「抱き合っていた」と証言した給仕もいた。新聞が報告していたように「関心を抱いた数多い大衆が」裁判所の判決を待った。最終的に裁判所はキャサリン・フォレスト有利の判決を下し、ウィリスの汚名は晴らされた。

### ルース・ホール
ウィリスは1854年以後、妹のサラ・ウィリス（ファニー・ファーン）の作品掲載を自己裁量で拒んでいた。ただし、それ以前にサラは「ホーム・ジャーナル」に匿名で書評を寄稿していた。サラは未亡人になったばかりであり、貧窮者となり、その虐待された2番目の夫からは公然と非難されていた。ウィリスはサラの情動不安と考えるものを批判し、彼女をその詩『私の野卑な妹に』の対象にしたこともあった。サラはファニー・ファーンとして、その前年に『Fern Leaves』を出版し、10万部以上を売っていた。しかしウィリスは彼女が書くことを応援しなかった。「貴女は憐れを誘うことに過ぎており、貴女のユーモアはときには恐ろしいほどの野卑さになっている。...私の妹が私に送って来たようなものを書いていると、どの編集者も知っていることを残念に思う」と記していた。1854年、サラは『ルース・ホール、現在について国内の話』を出版し、文学の世界における彼女自身の困難さについて、ほとんど隠すことの無い半自叙伝的証言だった。ウィリスは「ヒアシンス・エレット」として登場し、女々しく、利己的な編集者であり、その妹の作家としての将来性を損なっていると描かれている。ウィリスは公に抗議はしなかったが、架空の存在とされているものの、特にサラの最初の夫が死んだ後など、妹の困難な時期に彼女を支えるために最善を尽くしたことを、私的に主張していた。
ウィリスの後年の作品には、その人生や出逢った人々の伝統的なスケッチ手法に従い、『ハリー・グラフス』（1851年）、『アイドルワイルドの屋外』（1854年）、『ぼろ入れ袋』（1855年）などがあった。ウィリスはその雑誌に記事を書いていることで長編を書けないとこぼしていた。1856年、唯一の小説となった『ポール・フェイン』を書き、一年後に出版した。この小説の登場人物のボシュ・ブリビンスはコミックリリーフ（滑稽な人物）であり、画家のチェスター・ハーディングを題材にしている可能性がある。最後の作品は1859年に出した『病気上がり』であり、ワシントン・アーヴィングの自宅サニーサイドで過ごした時間の章が入っている。

### 晩年と死

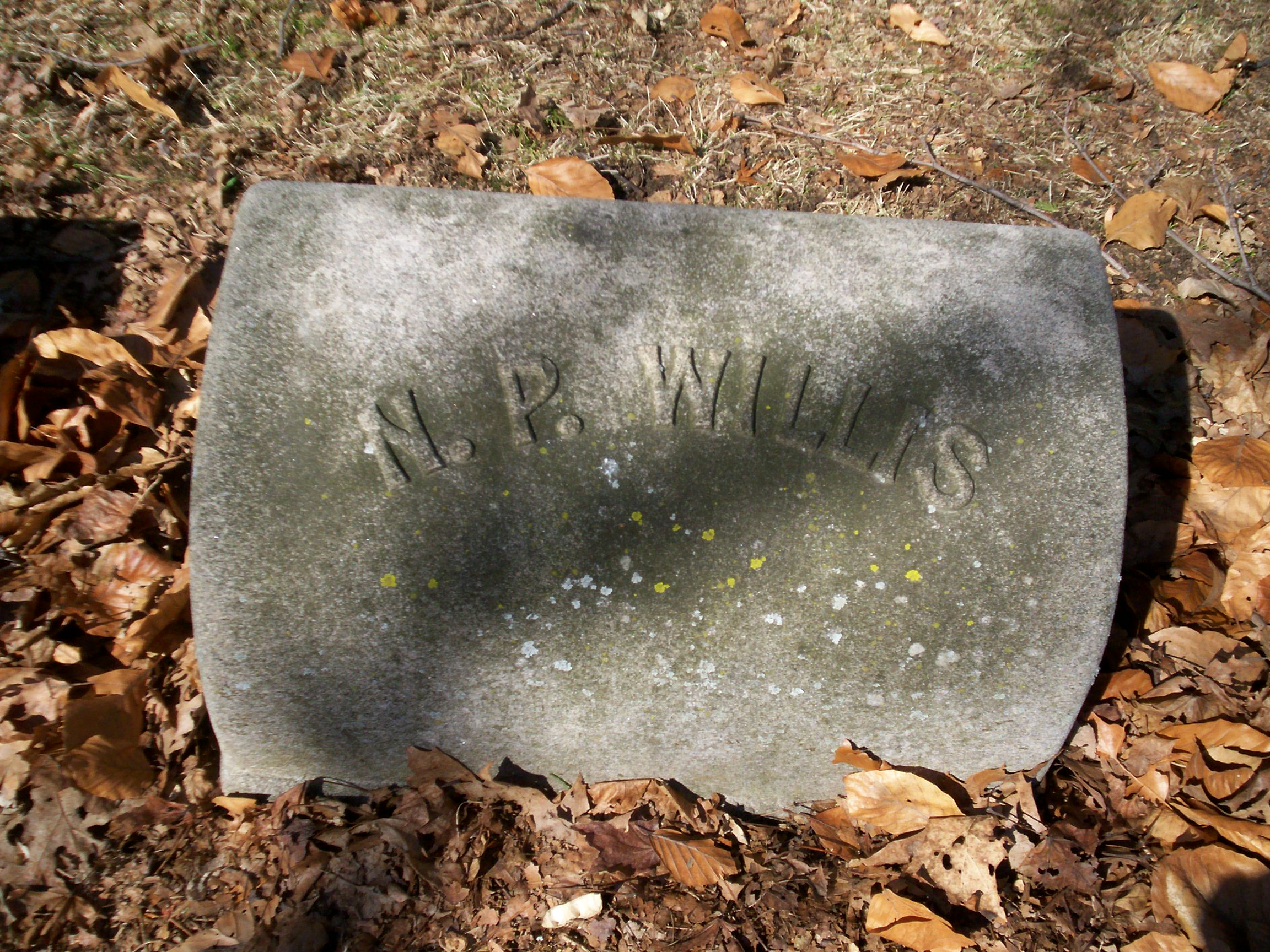
ナサニエル・パーカー・ウィリスの墓

1860年7月、ウィリスは最後の大きな旅行を行った。妻のコーネリアと共に、シカゴとオハイオ州イエロースプリングスに行き、さらに西のウィスコンシン州マディソンまで行ってから、蒸気船でミシシッピ川を下ってミズーリ州セントルイスまで行き、オハイオ州シンシナティとペンシルベニア州ピッツバーグを通って戻った。1861年、アメリカ連合国が設立された時に、ウィリスは「ホーム・ジャーナル」で政治的な議論の一方に付かないという誓約を破ることを許し、その動きを戦争を遂行するための目的を持った行動だと言った。1861年5月28日、ウィリスはウィリアム・カレン・ブライアント、チャールズ・アンダーソン・ダナ、ホレス・グリーリーなど文学者の委員会に加わり、合衆国を維持するためにニューヨークにエドワード・エヴァレットを招いて講演させた。南北戦争の間に「ホーム・ジャーナル」は多くの購読者を失い、モリスは1864年に死去し、またウィリス家は収入のために寄宿生を受け入れねばならず、しばらくの間アイドルワイルドを女子学校に転換した。
ウィリスはこの晩年には病状が重く、激しい癲癇の発作を患い、1866年11月初旬には通りで失神し、その妻を助けるためにハリエット・ジェイコブスを呼び戻すことになった。1867年1月20日、ウィリスはその61回目の誕生日に死去し、マサチューセッツ州ケンブリッジのマウントオーバーン墓地に埋葬された。その4日後に葬儀が行われ、市内の全ての書店が哀悼の印として閉店された。その棺を担いだ者としては、ロングフェロー、ジェイムズ・ラッセル・ローウェル、オリバー・ウェンデル・ホームズ・シニア、サミュエル・グリドリー・ハウ、ジェイムズ・トマス・フィールズがいた。

## 評価

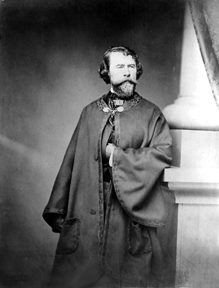
ウィリスのダゲレオタイプ写真、1857年頃

ウィリスはその文学の経歴を通じて、友人の中でもその善良な性質故に好かれ、知られた。旅行を好み賢明であり、身長6フィート (183 cm) と印象に残る外観であり、優雅な着こなしをしていた。しかし、多くの者からはウィリスが女々しく、ヨーロッパかぶれであり、ホモであると言われた。ある編集者は彼のことを「非人称受動動詞、女性形代名詞」と言っていた。当時描かれた漫画では、流行のビーバーの帽子を被り、きっちりとボタンをはめた上着に杖を持つ姿であり、「ダンディ」と言われた当時広まった評判を反映していた。ウィリスはその外観やファッションセンスにかなりの努力を払っており、来るべきアメリカの貴族社会の一員であると見せようとしていた。オリバー・ウェンデル・ホームズが言っていたように、ウィリスは「アルフレッド・オルセイ伯爵の類似とオスカー・ワイルドの期待の間の何か」だった。出版者のチャールズ・フレデリック・ブリッグスは「ウィリスはあまりにウィリス的だ」と書いたことがあった。その著作については「当代の珍しいものとゴシップ」であり、必ずしも事実に添っていないが「会話と推論の材料、単なる噂であるかもしれないし、真実であるかもしれない」ものだと表現していた。社交界の中でのウィリスの挙動は、仲間の詩人ヘンリー・ワズワース・ロングフェローを悩ませるものだった。ロングフェローは「彼はあまりに作り過ぎている」と友人の歴史家ジョージ・ワシントン・グリーンに書き送っていた。「また、彼の詩は私にとって最大級の魅力を失っている。その誠実さを」と記した。ピッツバーグのジャーナリスト、E・バーク・フィッシャーは「ウィリスは一種の国民的ペットであり、我々は彼が改心することを期待して、彼の欠陥を損なわれた青年のものだと見なす必要がある。」と記していた。
ウィリスは、読者が作家の個人的生活に興味を持った時に、大衆の中の評判を築き上げた。その著作の中で、「上位1万人」の「高い生活」という言葉を作った。特に彼の紀行文は、ウィリスが読者に説明し勧める生活を実際に送っているので人気が高かった。そうではあっても、謙虚で質素な人物を作り上げ、自身の文学的メリットに疑問を投げかけ、『Pencillings by the Way』や『自由な鉛筆を持った人生の突進』といった表題を意図的に使い、それら自身の性質を落としていた。ウィリスの砕けた調子の論説は様々な話題を扱っており、これもかなりの成功だった。気まぐれやユーモアを使い、その著作の中で自分の個性が示されるように意図的に砕けた調子を使っていた。その読者には自ら、あたかも個人的な会話をしているかのように働きかけた。ウィリスが書いていたように、「我々は、貴方自身の耳に囁いているかのように、また冷やした「マルゴー」について話しているかのように、我々の無垢のわがままの中に貴方をふけらせることになる」としていた。1850年代に女性詩人に人気が出てくると、ウィリスはそのスタイルを真似し、感情と道徳的な主題に注力した。
出版界でウィリスは、新しい才能を認めながら読者に特別の興味を抱かせることに注力した賢明な雑誌編集者かつ革新者として知られた。実際に、ウィリスは他の雑誌編集者が判断に使った標準となった。作家ジョージ・ウィリアム・カーティスに拠れば、「彼の陽気さとその優美な雄弁さがわれわれ雑誌編集者の中でも第一の者にした」と言っている。ウィリスはアメリカ合衆国で「最も語られる作家」だと言われていたことがあった。しかしポーはウィリスの名声に疑問を投げかけた。「ウィリスは「決して」天才ではなく、優雅なふざけ人でもない」とジェイムズ・ラッセル・ローウェル宛ての手紙に記していた。「私においては、彼は少なくとも、感情を掻き立てるものではない」と書いた。南部のマイナーな作家ジョセフ・ベッカム・コブは、「分別の無い人なら彼の詩を読むことができると説得される」と記した。後のアメリカ合衆国上院議員チャールズ・サムナーは、「私はウィリスがそのスケッチ故に大いに笑われることが分かった」と報告した。たとえそうであっても、当時の大衆の多くは彼が多作の作家であり、著作のために如何に多くの時間を割いているかを認識した。伝記作者のジェイムズ・パートンは次のように語っていた。
私が知っている全ての文学者の中で、N・P・ウィリスはその作品で最も痛みを感じている者である。一文に一時間を費やすのは彼にとって珍しいことではない。ある夜、得心の行くまで一文に二時間を掛けて書き、書き直したことを私は知っている。
1850年、『ハリー・グラフス』が出版されたときまでに、ウィリスは忘れられた名士になっていた。1853年8月、後のアメリカ合衆国大統領ジェームズ・ガーフィールドはその日記で、ウィリスの人気が衰えていることを検討して、「ウィリスは勝手気ままな者と言われているが、比類のない詩人でもある。そのような人々が永遠に天空に飛翔しているかのような時に、破滅に向かうと言うのは何と奇妙なことだ。」と記していた。ウィリスの死後、その死亡記事では、ウィリスはその名声よりも長生きしたと報告していた。ある記事では、「実際の人生の回転する流れから身を退いた者は、速やかに忘れられる」と書いていた。この死亡記事では、アメリカ人は「ジェイムズ・フェニモア・クーパーやワシントン・アーヴィングに並び立つ者としてナサニエル・パーカー・ウィリスを記憶し、胸にしまっておくことになる」とも記していた。1946年、「タウン・アンド・カントリー」の100周年号には、ウィリスが「雑草が園芸に道を譲った門を通してアメリカ人の一世代を導いた」と報告した。さらに後の学者達はウィリスの作品を「感情的なお喋り」として無視するか、彼の有能な妹やハリエット・ジェイコブスの進歩を邪魔した者としてのみ言及している。伝記作者のトマス・N・ベイカーは、今日のウィリスが他の作家に関連する脚注でのみ言及される者だと記している。

## 主な作品
散文
- スケッチ (1827年)[121]
- Pencillings by the Way (1835年)[122]
- 冒険のほのめかし (1836年)[122]
- À l'Abri; or, The Tent Pitched (1839年)[122]
- 旅の徘徊 (1840年)[122]
- 旅のロマンス[123] (1840年)
- アメリカの景色 (2巻 1840年)
- カナダの景色 (2巻 1842年)
- 自由な鉛筆を持った人生の突進 (1845年)[124]
- 暇なときに考える田園の手紙とその他記録 (1849年)[124]
- 私が出逢った人々 (1850年)[124]
- ここかしこの生活 (1850年)[124]
- ハリー・グラフス (1851)[124]
- 地中海の夏のクルーズ (1853年)[124]
- 面白かったことのメモ; すなわち私がペンを取り上げた笑い (1853年)[124]
- 話題の健康な旅 (1854年)[124]
- カゲロウ (1854年)[124]
- 有名な人と場所 (1854年)[124]
- アイドルワイルドの屋外; すなわちハドソン川岸にある家の形 (1855年)[124]
- ぼろ入れ袋、カゲロウの集まり (1855年)[124]
- ポール・フェイン; すなわち離されなかった人生の一部、小説 (1857年)[124]
- 病気上がり (1859年)[125]

戯曲
- ビアンカ・ヴィスコンティ; すなわち過剰な任務を与えられた心臓、5幕の悲劇 (1839年)[122]
- トーテサ; すなわちそれに見合う高利貸し (1839年)[122]

詩
- 逃亡者の詩 (1829年)[121]
- メラニーとその他の詩 (1831年)[126]
- N・P・ウィリスの神聖な詩 (1843年)[126]
- 熱情の詩 (1843年)[126]
- レディ・ジェーンとユーモラスな詩 (1844年)[124]
- 詩、神聖、感情、ユーモア (1868年)[126]